# عين بورضاي
عين بورضاي هي إحدى القرى اللبنانية من قرى قضاء بعلبك في محافظة بعلبك الهرمل.